# Entente Européenne
La Entente Européenne d'Aviculture et de Cuniculture (en español, Alianza Europea de Avicultura y Cunicultura), generalmente conocida como Entente Européenne o por sus siglas, EE, es la organización europea de criadores de pequeños animales domésticos, y más concretamente de aves de corral, palomas, conejos, cobayas y pájaros de jaula.

## Historia
La organización se fundó el 18 de junio de 1938 en Bruselas como una fusión de las asociaciones nacionales de criadores de pequeños animales de Bélgica, Francia, Luxemburgo y Países Bajos, recibiendo el nombre Entente des Commissions Internationales (Alianza de Comisiones Internacionales).
En la convención de Duisburgo de 27 de mayo de 1954, la organización recibió el nombre por el que es más conocida en la actualidad, Entente Européenne d'Aviculture et de Cuniculture, en francés, o Europäischer Verband für Geflügel- und Kaninchenzucht, en alemán (o sencillamente Kleintierzuchtverband). Actualmente, tiene tres idiomas oficiales, el francés, el alemán y el inglés.
Recientemente la organización ha sido renombrada para dejar constancia del tipo de animales cuya cría y crianza se regula a través de la misma, pasando a denominarse Asociación Europea para la Cría de Aves de Coral, Palomas, Pájaros, Conejos y Cobayas. Sin embargo, comúnmente sigue siendo conocida sobre todo como Entente Européenne.

## Actividades
La Entente Européenne representa en la actualidad a unos 2,5 millones de afiliados en 32 países. Sus objetivos y actividades incluyen:
- Unir las asociaciones nacionales de cría de pequeños animales de Europa.
- Integración de la cultura y costumbres rurales.
- Conservación de la biodiversidad de los pequeños animales y las especies a las que se dedica, considerándolos patrimonio cultural.
- Gestión y promoción de las actividades de cría de pequeños animales ante las nuevas generaciones.
- Colaboración con institutos de educación.
- Asegurar el bienestar animal y la cría apropiada según cada especie en el marco del Consejo Asesor para la Sanidad y el Bienestar Animal, en colaboración con granjas avícolas y asociaciones especializadas en países como Alemania y Francia.
- Promoción de encuentros internacionales entre criadores de pequeños animales y organización de concursos y jornadas informativas.